# Варвара Мотора
Варвара Мотора – козачка, жінка-воїн, учасниця повстання Острянина, вправна лучниця, яка боронила Україну майже чотири століття тому.

## Життєпис
Її походження невідоме. Відомо, що сотник запорожців Яшний зі своїми козаками повертався з походу, коли помітив пожежу в знищеному набігом ординців українському селі. В одній з палаючих хат він почув дитячий плач і вихопив з вогню маленьку дівчинку. Серце козакове, загрубіле в боях, розтануло, коли побачив очі дитини. Удочерив малечу, назвавши Варварою.
Повернутися на Січ тепер не міг, тож оселився з дитиною біля Дніпрових порогів і створив лоцманську флотилію. Так і росла дівчинка поруч з названим батьком – з шаблею і луком, які заміняли іграшки. Коли Варвара подорослішала, гра перетворилася на її життя.

## Трьохлика лучниця
Велика Орда здійснила наскок на Самарську переправу, яку охороняли козаки Семена Мотори. У переказах розповідається: у запеклому бою козаки перемогли переважаючі сили ворога завдяки невідомому лучнику, який із засідки надзвичайно вміло влучав стрілами в ординців.
Коли ж після бою прибирали вбитих, помітили, що у тілах багатьох ординців стримять стріли з написами на них «Варвара Кодак» (на честь Кодацької фортеці), «Варвара Яшна» (на честь названого батька) і «Варвара Мотора» (на честь коханого). Відтоді дівчину з трьома «прізвищами» прозвали «трьохликою» та прийняли до козацького загону.

## Жінка-воїн
1635 року за розпорядженням Івана Сулими в захопленому Старому Кодаку знаходився загін сотника Яшного.  На посилення до нього були відправлені козаки молодого хорунжого Семена Мотори. Згодом між Семеном і Варварою спалахнуло кохання.
За народними переказами, Варвара брала участь у боях: під час повстання Острянина та в Жовнинській битві 1638 року. Під Жовнином Варвара вицілювала поважних осіб. Розвідники Станіслава Потоцького виявили, що так майстерно стріляє не чоловік. 
Поляки вирішили, що лучниця – відьма. Потоцький наказав убивати кожну жінку, яку помітять у козацькому таборі. Причому, щоб надійніше попадати – ядрами з гармат. Дуже багато жіноцтва полягло тоді від розривів порохових ядер. Серед них, за переказом, загинула і Варвара Мотора. Проте не загинули повага до неї й пам'ять про її подвиги.

## Пам'ять про Варвару
Там, де проходили загони Семена Мотори, які освоювали Сибір, залишалися однотипні назви місцевості: «Варварина сопка», «Варварина могила», «Варварині груди», «Розпадок Варвари».
Існували різні версії: Семен Мотора назвав Варварою нову дружину з місцевих народів, інша – постійно згадував кохану, що назавжди залишилася на березі Сули під українським селом Жовнине.